# مقاطعة كلاي (جورجيا)
مقاطعة كلاي (بالإنجليزية: Clay County)‏ هي إحدى المقاطعات في ولاية جورجيا في الولايات المتحدة الأمريكية.

## أعلام
- رالف براينت